# Hondo japán farkas
A Hondo japán farkas, más néven honsúi farkas (Canis lupus hodophilax) a farkas (Canis lupus) eurázsiai kihalt alfaja. Japán nagy szigetei közül Honsú, Sikoku és Kjúsú szigetén élt. Kiirtása a 17. században kezdődött. Az utolsó egyedet 1905-ben ölték meg. Az alfajból jelenleg különböző tudományos intézményekben összesen 8 prémet vagy kitömött állatot őriznek. Egy kitömött állat található Hollandiában, három további Japánban és az 1905-ben megölt, utolsó példány a British Museumban.
Ez volt az egyik legkisebb farkasalfaj. Testmérete valószínűleg a kaliforniai szigeti szürkerókához (Urocyon littoralis) hasonlóan a szigeti életmód miatt csökkent le.

## Nevének eredete
Latin neve (hodophilax) az ógörög hodos (út, ösvény) és a phylax (őrző) szavak összetételéből alakult, mely utal a japán népi hagyományra, miszerint a farkas az utazók védelmezője.

## A mai kutya őse
A legújabb kutatások szerint a "a honsúi farkas áll a legközelebbi rokonságban a mai kutyákkal, és közös ősük egy ősi kelet-ázsiai szürkefarkas-populáció lehet." 